# Robinson R66
Le Robinson R66 est un hélicoptère 5 places à turbine à gaz, conçu et construit par Robinson Helicopter Company (RHC). Le R66 est légèrement plus rapide et plus souple que le Robinson R44. Il est également le premier hélicoptère Robinson à posséder un compartiment cargo séparé.
Il est équipé d'un turbomoteur Rolls-Royce RR300.

## Généralités

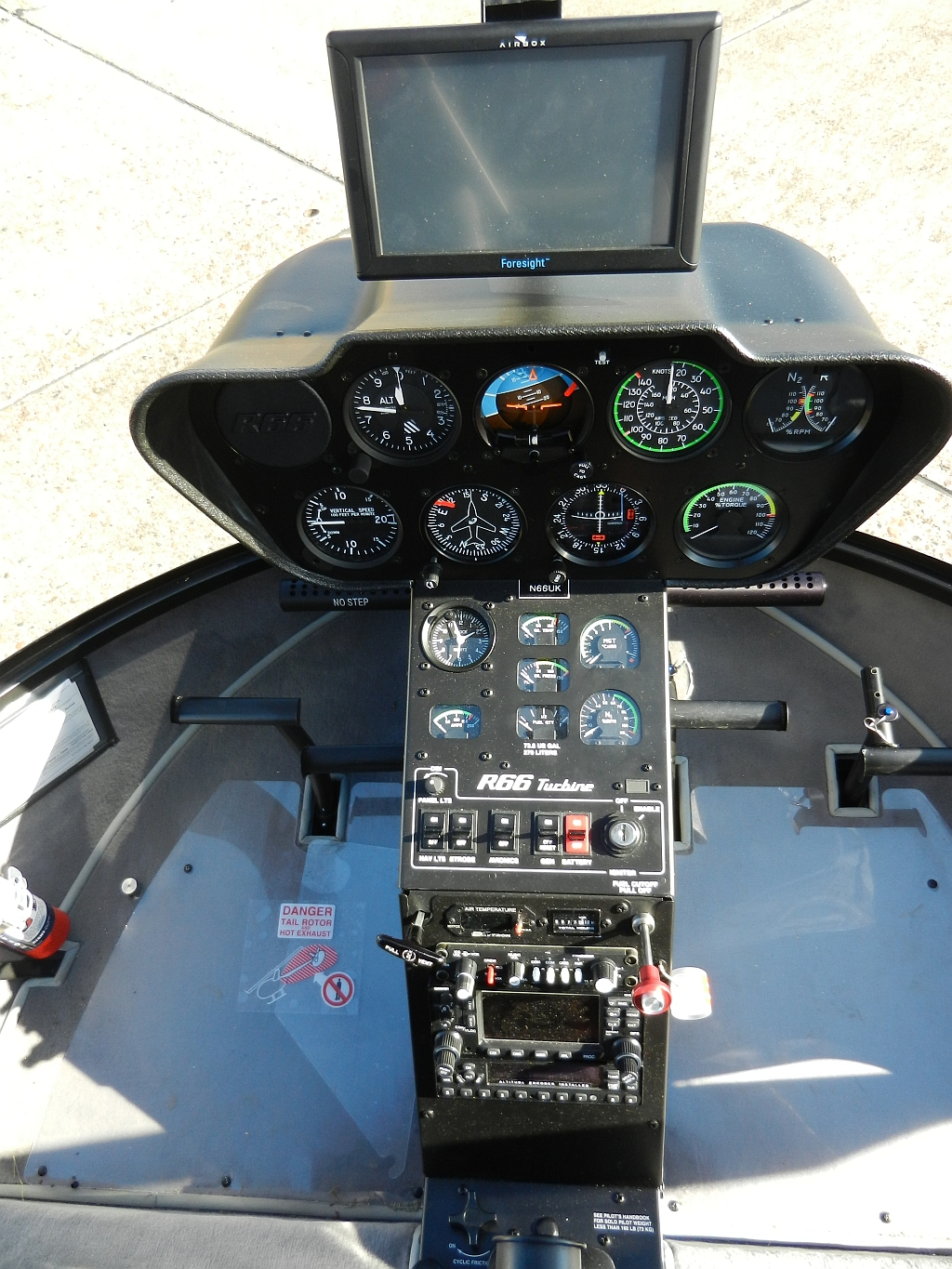
Poste de pilotage d'un R66 en 2011.

Le R66 a reçu son certificat de navigabilité délivré par la FAA (agence indépendante du gouvernement des États-Unis), le 25 octobre 2010, et les livraisons ont commencé en novembre 2010. Le premier R66 a été livré en France en juillet 2011 à la société SMVT de Chambéry (Groupe Rectimo), sous l'immatriculation N66001 et le numéro de série 0039.
Le 30 avril 2014, le Robinson R66 a reçu sa certification de l'AESA (Agence européenne de la sécurité aérienne) à la suite de celles d'une cinquantaine de pays dont l'Australie, le Brésil, le Canada, le Japon, la Russie, l'Afrique du Sud et les États-Unis. Après avoir été vendu à plus de 500 exemplaires et totalisant plus 160 000 heures de vol, le R66 est donc désormais disponible pour le marché français à un prix départ usine de 839 000 USD. Il est à ce jour le moins cher à l'achat et à l'exploitation des hélicoptères à turbine 5 places.
Le premier R66 Français arrive chez Rectimo en décembre 2014 et est immatriculé F-GASJ (S/N 0573).
La certification EASA du Robinson R66 permet aussi aux ATO français de délivrer des qualifications de type sur cet aéronef. La première Qualification de type Française a été délivrée le 12 janvier 2015 par Aix-Ailes Aéro Formation.
Le 20 novembre 2015, Robinson Helicopter Company a obtenu le Major Change Approval pour la version Marine du R66 Turbine. Équipé, comme le R44 Clipper I et II, de deux flotteurs gonflables, cette version du R66 apporte un gain de sécurité important pour les opérations de vol au-dessus de l'eau. Les performances en vol ne sont guère affectées, puisque l'on note une augmentation de la masse à vide de seulement 29 kg et une diminution de vitesse de croisière de l'ordre de 9 km/h.
Plus de 900 sont livrés en date de mars 2019 dont 74 en 2018 et 54 pour l'ensemble de 2019. Deux sont fabriqués par semaine a cette date. La moitié des acheteurs de R66 optent pour le réservoir additionnel, qui apporte deux heures supplémentaires d’autonomie, et 70% d’entre eux demandent également l’installation du pilote automatique Genesys. La flotte a accumulé 250 000 heures de vol en 2018 et approche le million d’heures de vol depuis la mise en service de l’appareil .
Quatre accidents sont recensés entre 2010 et 2015 aux États-Unis concernant cet hélicoptère.
Le 29 juillet 2020, l’hélicoptériste californien a livré le 1 000 e exemplaire de son hélicoptère léger à turbines.

## Spécifications techniques (Robinson R66)
Données de Robinson R66 2015 Tech Data book
Caractéristiques générales
- Équipage : 1 pilote
- Capacité : 4 passagers
- Longueur : 11,66 m
- Diamètre rotor principal : 10,0 m
- Hauteur : 3,48 m
- Masse à vide : 544 kg
- Masse typique : 644 kg
- Charge utile : 420 kg
- Masse maximale au décollage : 1 225 kg
- Moteur : 1   Turbomoteur Rolls-Royce RR300 de 270 ch au décollage

 Performances 
- Vitesse à ne jamais dépasser : 260 km/h
- Vitesse maximale : 259 km/h
- Vitesse de croisière : 230 km/h
- Distance franchissable : 667 km
- Plafond : 4 270 m
- Vitesse ascensionnelle : 6,25 m/s

### Sources
- AéroBuzz
- Hélico-fascination
- R66 Marine